# Lakisjbrevene
Lakisjbrevene er en gruppe på 21 ostraka (beskrevne potteskår) fundet i nærheden af oldtidsbyen Lakisj i oldtidens Palæstina.

## Findested
Lakisj (hebræisk לכיש) lå i det judæiske lavland (Josva 10,3 & 5; 12,11), ca. 44 km vest-sydvest for Jerusalem, og kendes først fra Amarnabrevene, der i det trettende århundrede f.v.t. omtaler den som Lakisha-Lakiša (EA 287, 288, 328, 329, 335). Israelitterne indtog og ødelagde ifølge Jos 10,31-33 Lakisj for at indgå i en alliance imod gibeonitterne, men området tilfaldt senere Judahs stamme og blev med tiden en af de vigtigste fæstninger, der beskyttede det judæiske højland.
Under de babylonske felttog i Judæa faldt byen igen. I Jeremias 34,7 hedder det, at "… babylonerkongens hær gik til angreb på Jerusalem og de byer i Juda, der var tilbage, Lakish og Azeka. Kun disse to befæstede byer var tilbage af Judas byer". Udgravninger i Lakisj har vist, at byen er blevet ødelagt med ild to gange med få års mellemrum, hvilket antages at være sket ved de to babyloniske angreb (618-617 og 609-607 f.v.t.), hvorefter den i lang tid var ubeboet.
- Stig65: Årstallene der er er oplyst i ovenstående afsnit er omstridte – se diskussionen

## Brevene
I asken efter den anden brand fandt man 21 ostraka, som menes at være breve, der er skrevet kort forud for byens ødelæggelse under det sidste angreb. Disse såkaldte Lakisjbreve afspejler tidens nød og ængstelse. De synes at være depecher, skrevet af de judæiske troppers forposter, som endnu ikke var nedkæmpet, til Jaosj, en kommandant i Lakisj. Brev nr. IV lyder i uddrag: "Måtte JHVH [dvs. Jahve] just nu lade min herre høre gode efterretninger ... vi holder udkig efter ildsignalerne i Lakisj ifølge de anvisninger, som min herre har givet, for vi kan ikke mere se Azeka". Dette brev afspejler på en bemærkelsesværdig måde den situation, der er beskrevet i Jeremias 34:7 (citeret ovenfor) og viser, at Azeka nu var faldet eller i hvert fald var holdt op med at sende de forventede ild- eller røgsignaler.
Brev nr. III, som er skrevet af "Hosjaja", lyder således: „Måtte JHVH lade min herre høre gode tidender om fred! ... Og følgende er blevet meddelt din tjener: »Hærens øverste, Konja, Elnatans søn, er kommet hertil for at drage ned til Egypten og til Hodavija, Ahijas søn, og han har sendt sine mænd for at skaffe [forsyninger] fra ham«". Dette brev synes at bekræfte, at Juda søgte hjælp hos Egypten. Navnene Elnatan og Hosjaja, der forekommer i den fuldstændige tekst til dette brev, nævnes også i Jeremias 36:12 og 42:1. Andre navne, som forekommer i brevene, findes også i Jeremias’ Bog, nemlig Gemarja (36,10), Nerija (32,12) og Ja'azanja (35,3).